# 引號手勢

引號手勢

引號手勢是指對話時模仿英語引號的手勢。說話時表示引用的內容時，會作出這手勢，將雙手舉高至眼水平、分開至肩膀的闊度，在引用內容的開首和結尾時屈曲食指和中指。使用這手勢引用的內容通常非常短，短至幾個字。引號手勢通常用以表示諷刺、挖苦、反諷或委婉，與印刷時的着重引號相約。
英語常稱呼這手勢為「空中引號」（air quotes），於1989出現，但這手勢的使用早於1927年已有記載。單手引號為簡化版。
在1979年美國電影節目《Celebrity Charades》中，把引號手勢用作引用某句子。
這手勢於1990年代非常盛行，很多人認為這現象的原因是美國喜劇演員在其中經常以手勢來誇張地強調說話內容。此外，電影系列中，奸角邪惡博士向其手下解釋時，經常濫用引號手勢。